# Gedesby Sogn
Gedesby Sogn er et sogn i Falster Provsti (Lolland-Falsters Stift).
I 1800-tallet var Gedesby Sogn anneks til Skelby Sogn. Begge sogne hørte til Falsters Sønder Herred i Maribo Amt. Skelby-Gedesby sognekommune blev ved kommunalreformen i 1970 indlemmet i Sydfalster Kommune, der ved strukturreformen i 2007 indgik i Guldborgsund Kommune.
I Gedesby Sogn ligger Gedesby Kirke. Gedser Kirke blev i 1915 indviet som filialkirke til Gedesby Kirke, og Gedser blev et kirkedistrikt i Gedesby Sogn. I 2010 blev Gedser Kirkedistrikt udskilt som det selvstændige Gedser Sogn.
I Gedesby og Gedser sogne findes følgende autoriserede stednavne:
- Birkemose (bebyggelse)
- Frisenfelt (landbrugsejendom)
- Gedesby (bebyggelse, ejerlav)
- Gedesskov Huse (bebyggelse, ejerlav)
- Gedser (bebyggelse)
- Gedser Odde (areal, bebyggelse, ejerlav)
- Kobbelsø (areal)
- Kroghage (areal)
- Kroghage Dyb (vandareal)
- Ludvigsgave (landbrugsejendom)